# Eragrostis sylviae
Eragrostis sylviae är en gräsart som beskrevs av Thomas Arthur Cope. Eragrostis sylviae ingår i släktet kärleksgrässläktet, och familjen gräs. Inga underarter finns listade i Catalogue of Life.